# The Washer

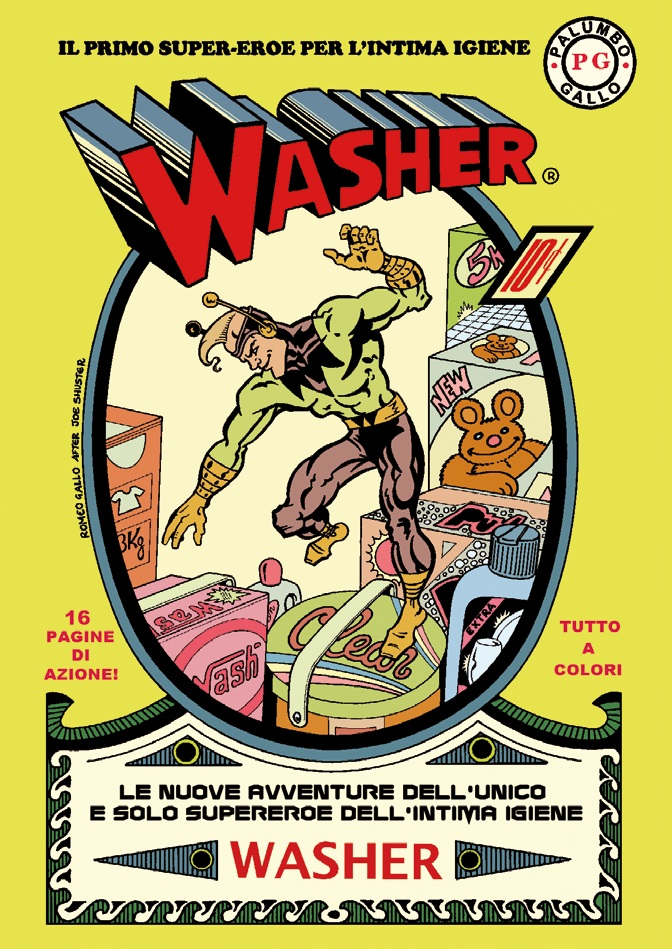
The Washer n. 1

The Washer è un personaggio immaginario, protagonista di una serie di micro-saghe ideate da Giuseppe Palumbo, testi, e Romeo Gallo, disegni. Esordisce sul n. 108 di Frigidaire, Primo Carnera Editore, nel novembre 1989. Oltre che su Frigidaire, The Washer è pubblicato sulle pagine de il Nuovo Male, sempre per l’Editore Primo Carnera. La testata The Washer, nella Collana Action30 Comix, ne ristampa le storie e ne propone di nuove, dal 2022 con l'editore Antezza Tipografi.

## Il personaggio e la storia
The Washer nasce nel 1989 dalla collaborazione tra Giuseppe Palumbo e Romeo Gallo, uniti dalla passione per i comics americani di Marvel e DC. The Washer è il primo supereroe per l’intima igiene. Esordisce sulle pagine di Frigidaire all’interno della maso-rivista Silly Tragedies, l’inserto-rivista di Ramarro, il primo super-eroe masochista della storia, scritto e diretto da Palumbo. È protagonista di micro-storie inizialmente pubblicate all’interno di Frigidaire e sui due albi “The Washer”, nella Collana Ultra della Phoenix, e “La Nuvola Scarlatta”. Alcune storie degli anni ’90 sono state realizzate con l’apporto dei testi di Maurizio Canosa e dei testi e disegni di Tommaso Milella (ai colori hanno collaborato Angelo Palumbo e Domenico Scagliola). Dopo alcuni anni di interruzione, dal 2010 Palumbo e Gallo hanno ripreso a realizzare the Washer per Frigidaire e il Nuovo Male. Le ultime avventure vengono periodicamente ristampate su un omonimo comic book della Collana Action30 Comix, insieme a vecchie e nuove tavole, con la collaborazione di ulteriori autori: Domenico “LudoMan” Scagliola, Danilo DAB Barbarinaldi, Francesco Ruggieri. La serie narra le vicende di The Washer, un supereroe proveniente dal pianeta Soavex, giunto sulla Terra per debellarne il fetore che lo raggiungeva fin lì.

## Elenco storie
Di seguito sono riportati titoli e albi di pubblicazione di tutte le storie, e le date di uscita.
1. The Washer - FRIGIDAIRE n. 108 - novembre 1989;
2. Washer (Vs El Puerco) - FRIGIDAIRE n. 109-110 - dicembre 1989-gennaio 1990;
3. The Washer (Vs Palmiro) - FRIGIDAIRE n. 114-115 - maggio-giugno 1990;
4. Who Washes The Washer - FRIGIDAIRE n. 116-117 - luglio-agosto 1990;
5. Lajkakka - FRIGIDAIRE n. 118-119 - settembre-ottobre 1990;
6. Dentro La Grande Cacca - FRIGIDAIRE n. 121-122 - dicembre 1990-gennaio 1991;
7. Special Issue - FRIGIDAIRE n. 125-126 - maggio-giugno 1991
8. Al cinema - FRIGIDAIRE n. 132 - dicembre 1991
9. Mystink - FRIGIDAIRE n. 132 - dicembre 1991
10. Servizio Militare - FRIGIDAIRE n. 132 - dicembre 1991
11. Mefitico Thor - FRIGIDAIRE n. 132 - dicembre 1991
12. L’Incontinente Nero - THE WASHER - COLLANA ULTRA n. 1 - marzo 1996
13. Detergosum - THE WASHER - COLLANA ULTRA n. 1 - marzo 1996
14. The Washer Vs l’Uomo Scabbia - LA NUVOLA SCARLATTA n. 1 - agosto 2004; stampato a colori su FRIGIDAIRE n. 235 - giugno 2011
15. The Washer Vs Mr AIDS - FRIGIDAIRE n. 230 - dicembre 2010-gennaio 2011
16. L’odore dentro - IL NUOVO MALE n. 13 - marzo-aprile 2013
17. The Washer Vs. La Donna Talpa - IL NUOVO MALE n. 15 - luglio-agosto 2013
18. La vita è come il pesce - IL NUOVO MALE n. 16 - novembre 2013
19. Schifo galattico - IL NUOVO MALE n. 19 - maggio 2014
20. Io, la discarica di me stesso - IL NUOVO MALE n. 20 - febbraio 2015
21. L’avvento di Reshaw - IL NUOVO MALE n. 22 - marzo 2015
22. Vita Nel Naso - IL NUOVO MALE n. 29 - luglio-agosto 2019 (erroneamente pubblicato dopo dell'episodio n. 23)
23. Muka - FRIGIDAIRE n. 257 - giugno-luglio 2018
24. Pezzi impazziti - IL NUOVO MALE n. 30 - marzo-aprile 2020
25. Il mio regno per una doccia - IL NUOVO MALE n. 32 - ottobre 2021
26. La forza del pulito - IL NUOVO MALE n. 32 - ottobre 2021
27. La distruzione di Soavex - THE WASHER n. 8 - aprile 2022 - IL NUOVO MALE n. 33 - luglio 2022
28. Help! - THE WASHER n. 5 - settembre 2021
29. Motor Oil - THE WASHER n. 6 - aprile 2022
30. L’appuntamento - THE WASHER n. 7 - aprile 2022
31. WasherBoy in il temibile A-Shell - THE WASHER n. 8 - aprile 2022
32. Il ritorno del Washer oscuro - THE WASHER n. 8 - aprile 2022
33. The Taxman - THE WASHER SPECIAL n. 1 - aprile 2022 - FRIGIDAIRE n. 267 - luglio-agosto 2024
34. Ho scritto t'amo sulla scabbia - FUMETTI DI MENARE - giugno 2023 - FRIGIDAIRE n. 268 - novembre 2024

## Elenco albi dedicati
Di seguito sono riportati gli albi dedicati al personaggio.
Collana Ultra (ristampe e nuove storie):
1. THE WASHER - COLLANA ULTRA (Phoenix) n. 1 - marzo 1996

Collana Action30 Comix (ristampe e nuove tavole):
1. THE WASHER n. 1 - settembre 2019; 1a ristampa - giugno 2020
2. THE WASHER n. 2 - novembre 2019
3. THE WASHER n. 3 - gennaio 2020
4. THE WASHER n. 4 - agosto 2020
5. THE WASHER n. 5 - settembre 2021
6. THE WASHER n. 6 - aprile 2022
7. THE WASHER n. 7 - aprile 2022
8. THE WASHER n. 8 - aprile 2022
9. THE WASHER Special n. 1 - aprile 2022
10. THE WASHER Ashcan n. 1 - Maggio 2024 (in inglese)
11. THE WASHER Ashcan n.1 - Vienna COMIX - Maggio 2024 (in tedesco)
12. THE WASHER Ashcan n.1 - Vienna COMIX - Maggio 2025 (ristampa del n.1) (in tedesco)
13. THE WASHER Ashcan n.2 - Vienna COMIX - Maggio 2025 (in tedesco)

Altro:
1. RAMARRO DUE!! - GRANDI ALBI DI FRIGIDAIRE - dicembre 1990-gennaio 1991: contiene la ristampa delle prime due tavole
2. LA NUVOLA SCARLATTA n. 1 - agosto 2004: contiene The Washer Vs l’Uomo Scabbia, in bianco-nero
3. LOCKDOWN CHRONICLES - Vastagamma - PAFF! Palazzo Arti Fumetti Friuli - giugno 2020: presente una tavola di The Washer
4. FUMETTI DI MENARE - In Your Face Comix - giugno 2023: contiene una storia di The Washer: Ho scritto t'amo sulla scabbia